# Mowag 3M1
Der Mowag 3M1 war der Prototyp eines Schützenpanzers des Schweizer Unternehmens Mowag.

## Geschichte und Entwicklung
Veranlasst durch das Entwicklungsprojekt des zukünftigen deutschen Schützenpanzers Marder, welcher in der verschiedenen Erprobungsreihen evaluiert und getestet wurde, entwickelte Mowag 1966 den Schützenpanzer 3M1 Modell 1 – 6, welcher auf dem Mowag Pirat 18 basierte.
Der 3M1 wurde nicht beschafft. Aus der Entwicklung ging jedoch die Mowag Scheitellafette hervor, welche für die Marder-Serie in 2000 Stück in Kreuzlingen gefertigt wurde, und die beim Marder verwendeten Kugelblenden (gasdichte kugelförmige Schiessklappen), von denen 8000 Stück geliefert wurden.
Speziell ist die Anordnung der Antriebseinheit im Motorenraum, welche sich in der Mitte des Fahrzeuges befindet. Auch eine Neuerung war die komplette Herstellung sämtlicher Antriebskomponenten wie Motor, Getriebe, Seitenvorlegung und Kühlung bei Mowag.
Der 3M1 steht heute im Schweizerischen Militärmuseum Full.